# En enkel till Antibes
En enkel till Antibes är en svensk dramafilm från 2011 med manus och regi av Richard Hobert. I rollerna ses bland andra Sven-Bertil Taube, Rebecca Ferguson och Dan Ekborg.

## Handling
Änklingen George (Sven-Bertil Taube) kommer på sina vuxna barn (Dan Ekborg, Malin Morgan) med att försöka lura till sig hans arv innan han är död. Detta leder till att han tvingas ompröva sitt liv och när han kommer på hemhjälpen Maria (Rebecca Ferguson) med att stjäla tvingar han henne till en motattack som överraskar barnen. Barnen överraskas även av att George har en älskarinna i Frankrike.

## Rollista
- Sven-Bertil Taube	– George
- Rebecca Ferguson – Maria
- Dan Ekborg – Johan
- Malin Morgan – Susanne
- Iwar Wiklander – Olof
- Torkel Petersson – Tony
- Catherine Rouvel – Christine
- Anita Wall – Helena
- Christopher Wollter – Daniel
- Marta Oldenburg – Mikaela
- Valérie Kirkorian – Valérie
- Pär Andersson – veterinären
- Mikael Odhag – mäklaren
- Anna Azcaráte	– optikern
- Lisa Larsson – konduktören
- Martin Sundbom – Jim
- Filip Tallhamn – bilmekanikern
- Jens Lundman – servitören
- Joakim Sædén – soldaten
- Gun Olofsson – föreståndaren
- Lars-Erik Lundvall – polis
- Anna-Karin Bergman – polis

## Produktion
Inspelningen ägde rum mellan den 16 augusti och 8 oktober 2010 på Östra Parkgatan 16 i Luleå, Älvsbyn och Antibes i Frankrike. Håkan Bjerking producerade filmen och Jens Fischer fotade den. Musiken komponerades av Björn Hallman och The Hob och filmen klipptes av Lisa Ekberg. Filmen premiärvisades 30 september 2011 och utkom på DVD 8 februari 2012.
Enligt regissören Hobert är filmen en djupt personlig historia ”som bottnar i de val min pappa gjorde och inte gjorde”. 

### Musik
- The Hob – "Too Late to Wait" (text och musik The Hob)
- The Hob – "The Voices" (text och musik The Hob)
- Mats Bergström – "En enkel till Antibes" (text och musik Björn Hallman)

## Mottagande
Filmen fick ett blandat mottagande och har medelbetyget 2,6/5 (baserat på 21 omdömen) på sajten Kritiker.se, som sammanställer recensioner av bland annat film. Mest negativa var Filmeye och Göteborgs-Posten, som båda gav lägsta betyg (1/5). Mest positiva var Svenska Dagbladet (4/6) och Upsala Nya Tidning (4/5).
En enkel till Antibes belönades 2012 med pris för "bästa manliga huvudroll" (Taube) vid Guldbaggegalan och publikens pris vid European Union Film Festival i Toronto i Kanada.
Filmen sågs av 104 762 svenska biobesökare 2011 och blev därmed den nionde mest sedda svenska filmen det året.